# Аспидовые змеи
А́спидовые змеи, или а́спиды (лат. Elapidae), — обширное семейство ядовитых змей, в состав которого включают 384 вида, объединяемых в 61 род и 2—3 подсемейства. Относящееся к аспидам подсемейство морских змей (Hydrophiinae) ранее рассматривали как отдельное семейство Hydrophidae.
Научное название происходит от др.-греч. ἀσπίς, ἀσπίδος — «а́спид».

## Описание
Обладающие стройным телосложением, гладкой спинной чешуёй и крупными симметричными щитками на голове аспиды внешне напоминают ужей; их нередко называют также «ядовитыми ужами». Длина тела колеблется от 40 см у аризонского аспида до 4 м у чёрной мамбы и 5,5 м у королевской кобры. Голова у большинства видов закруглённая спереди и не отграничена от туловища шейным перехватом. Зрачок круглый; у рода смертельные змеи — вертикальный. Левое лёгкое рудиментарно или вообще отсутствует.
Окраска разнообразная, но наиболее типичны два варианта. Крупные наземные и древесные формы (кобры, мамбы и др.) имеют серую, песочную, бурую или зелёную окраску, однородную или с неясным рисунком. Более мелкие формы (коралловые и украшенные аспиды) имеют на теле яркий, контрастный рисунок, состоящий из чередования красных, жёлтых, чёрных колец.

## Питание
Питание аспидовых весьма разнообразно. Змеи семейства Elapidae могут питаться млекопитающими, птицами, змеями, ящерицами, лягушками, рыбой. Многие из них кормятся практически любой подходящей пищей, которую могут найти, в то время как другие употребляют в пищу только один или два определённых вида животных. Например, африканская ошейниковая кобра Hemachatus haemachatus предпочитает головастиков. Большинство морских видов этого семейства обитают на коралловых рифах, где они питаются рыбой, угрями и кальмарами. 
Большинство видов семейства Elapidae активно охотятся. Змея преследует жертву, а затем нападает и пронзает её своими зубами. Зубы выпускают яд, который приводит к остановке сердца и дыхания жертвы, после чего змея беспрепятственно заглатывает пойманное животное.
Некоторые виды предпочитают охоту из засады. Смертельная змея Acanthophis antarcticus подманивает добычу, замерев и двигая кончиком хвоста, который имитирует личинку насекомого. Как только животное приближается, чтобы схватить личинку, змея нападает.

## Размножение
Аспиды приступают к размножению один раз в году весной, часто после боёв самцов за самок. Все коралловые змеи, мамбы, наземные крайты, морские крайты, почти все кобры и приблизительно половина австралийских аспидов — яйцекладущие. Живорождение возникало в этой группе многократно и независимо. Живорождение более характерно для видов, живущих в прохладном климате, потому что, как предполагают, самка способна контролировать температуру развития детёнышей путём поведенческой терморегуляции. Эта способность важна преимущественно в условиях короткого лета. Однако у одного вида кобр также развилось живорождение. Единственная живородящая кобра — африканская ошейниковая кобра (Hemachatus haemachatus), в помёте которой насчитывают до 60 детёнышей.

## Яд
Все виды этого семейства ядовиты. Система выделения яда включает железы, вырабатывающие яд, мышцы, выдавливающие яд из желёз, канал, по которому секрет транспортируется из железы в инъекционную систему, и ядовитые зубы, с помощью которых яд впрыскивается в жертву. Парные ядовитые зубы расположены в передней части укороченных верхнечелюстных костей; они заметно крупнее остальных зубов, загнуты назад и снабжены ядопроводящим каналом; закреплены неподвижно (примитивный признак). В этом отношении исключением является австралийская смертельная змея Acanthophis antarcticus, которая по морфологии и пищевому поведению очень сходна с наземными гадюками. Ядовитые зубы у них зафиксированы на очень подвижной квадратной кости. Ядопроводящий канал у аспидов произошёл от бороздки на передней поверхности зуба путём постепенного смыкания её краёв. Функционирует обычно только один из ядовитых зубов, второй является «заместителем» на случай утраты первого. Помимо клыков у многих аспидов верхняя челюсть снабжена мелкими зубами; у мамб и американских аспидов таковые отсутствуют.
В яде аспидовых змей в целом преобладают нейротоксины, что даёт при укусе характерную клиническую картину. Местные явления в области укуса почти не развиваются (нет ни опухоли, ни покраснения), зато быстро наступает смерть вследствие угнетения нервной системы, в первую очередь паралича дыхательного центра. Укус крупных аспидов, например, кобры, представляет смертельную опасность для человека. К этому семейству относится самая ядовитая змея в мире — тайпан Маккоя (Oxyuranus microlepidotus).

## Распространение
Аспиды населяют тропические и субтропические области всех частей света (кроме Европы), иногда встречаются в степях умеренных широт; наибольшего разнообразия и богатства форм достигая в Австралии и Африке.
Самые древние и примитивные виды аспидов населяют Австралию, причём на этом материке представлено более половины (22) родов семейства. Поскольку в Австралию не проникли более молодые семейства ядовитых змей — гадюковые и ямкоголовые — аспиды заняли здесь различные экологические ниши, и в результате конвергентной адаптацией среди них развились виды, внешне схожие с гадюками и ямкоголовыми змеями (например, гадюкообразная смертельная змея Acanthophis antarcticus, о которой упоминалось выше).
Другой древний центр распространения аспидов находится в Африке, однако по сравнению с Австралией здесь обитают более молодые и прогрессивные виды. Африканские аспиды очень разнообразны (10 родов, 21 вид) — среди них есть и наземные, и роющие; только здесь встречаются настоящие древесные виды (мамбы) и чисто водные аспиды (водяные кобры).
В Азии аспиды представлены эволюционно молодыми и сравнительно специализированными формами (6 родов, 31 вид). Наибольшее число видов здесь образуют крайты и украшенные аспиды. В Азии обитает и самая крупная из всех ядовитых змей — королевская кобра. Преобладают наземные и роющие виды.
Америка была заселена аспидовыми позже других материков, и видовое разнообразие здесь невелико (51 вид, объединяемый в 3 рода). Аспиды Америки — очень однородная по своей морфологии и экологии группа. Отличаются высокоспециализированным зубным аппаратом: верхнечелюстная кость у них очень укорочена, и на верхней челюсти имеются только парные ядовитые зубы.
Аспиды обитают в разнообразных биотопах, от сухих степей и пустынь до влажных тропических лесов. Преимущественно это наземные и древесные змеи, некоторые виды ведут роющий образ жизни.

## Классификация
На сентябрь 2018 года в семейство включают 3 подсемейства и 56 родов:
- Подсемейство Elapinae Boie, 1827
  - Acanthophis Daudin, 1803 — Смертельные змеи
  - Antaioserpens Wells & Wellington, 1985
  - Aspidelaps Fitzinger, 1843 — Щитковые кобры
  - Aspidomorphus Fitzinger, 1843 — Ложные аспиды
  - Austrelaps Worrell, 1963 — Австралийские медноголовые змеи
  - Brachyurophis Günther, 1863 — Австралийские коралловые аспиды
  - Bungarus Daudin, 1803 — Крайты
  - Cacophis Günther, 1863 — Австралийские венценосные змеи
  - Calliophis Gray, 1835 — Украшенные аспиды
  - Cryptophis Worrell, 1961 — Скрытоглазые аспиды
  - Demansia Gray, 1842 — Демансии
  - Dendroaspis Schlegel, 1848 — Мамбы
  - Denisonia Krefft, 1869 — Денисонии
  - Drysdalia Worrell, 1961 — Коронованные аспиды
  - Echiopsis Fitzinger, 1843 — Эхиопсисы
  - Elapognathus Boulenger, 1896 — Элапогнатусы
  - Elapsoidea Bocage, 1866 — Африканские пёстрые аспиды
  - Furina Dumeril, 1853 — Фурины
  - Hemachatus Fleming, 1822 — Ошейниковые кобры
  - Hemiaspis Fitzinger, 1861 — Болотные аспиды
  - Hemibungarus Peters, 1862
  - Hoplocephalus Wagler, 1830 — Гоплоцефалы
  - Loveridgelaps McDowell, 1970 — Аспиды Ловериджа
  - Micropechis Boulenger, 1896 — Микропехисы
  - Micruroides Schmidt, 1928 — Аризонские аспиды
  - Micrurus Wagler, 1824 — Коралловые аспиды
  - Naja Laurenti, 1768 — Кобры
  - Neelaps Günther, 1863 — Черношеие аспиды
  - Notechis Boulenger, 1896 — Тигровые змеи
  - Ogmodon Peters, 1864 — Фиджийские аспиды
  - Ophiophagus Günther, 1864 — Королевские кобры
  - Oxyuranus Kinghorn, 1923 — Тайпаны
  - Parapistocalamus Roux, 1934 — Парапистокалямусы
  - Parasuta Worrell, 1961
  - Paroplocephalus Keogh, Scott & Scanlon, 2000
  - Pseudechis Wagler, 1830 — Чёрные змеи
  - Pseudohaje Günther, 1858 — Древесные кобры
  - Pseudonaja Günther, 1858 — Ложные кобры Гюнтера
  - Rhinoplocephalus Muller, 1885 — Риноплоцефалы Мюллера
  - Salomonelaps McDowell, 1970 — Соломоновы аспиды
  - Simoselaps Jan, 1859 — Симосэляпсы
  - Sinomicrurus Slowinski, Boundy & Lawson 2001
  - Suta Worrell, 1961 — Суты
  - Toxicocalamus Boulenger, 1896 — Токсикокалямусы
  - Tropidechis Günther, 1863 — Тропидехисы
  - Vermicella Gray, 1858 — Вермицеллы
  - Walterinnesia Lataste, 1887 — Пустынные кобры

- Подсемейство Hydrophiinae Fitzinger, 1843 — Морские змеи
  - Aipysurus Lacépède, 1804 — Оливковые морские змеи
  - Emydocephalus Krefft, 1869 — Эмидоцефалы, или черепахоголовы
  - Ephalophis Smith, 1931 — Эфалофисы
  - Hydrelaps Boulenger, 1896 — Гидрэляпсы
  - Hydrophis Latreille, 1801 — Ластохвосты
  - Kolpophis Smith, 1926 — Колпофисы
  - Parahydrophis Burger & Natsuno, 1974 — Парагидрофисы
  - Thalassophis Schmidt, 1852 — Талассофисы, или Морские змеи Шмидта

- Подсемейство Laticaudinae Cope, 1879
  - Laticauda Laurenti, 1768 — Плоскохвосты, или морские крайты, или морские змеи-амфибии